# Ebrary
La Proquest Ebook Central, fino al 2011 ebrary, è una biblioteca digitale online, chiusa, proprietaria e a pagamento, che contiene più di 120.000 pubblicazioni accademiche multidisciplinari in versione full-text, 9.000 spartiti musicali e documenti governativi. Fornisce anche un catalogo di risorse Internet, quali banche dati in rete, sia gratuite che a pagamento, con titoli provenienti da 453 editori accademici, commerciali e professionali. I contenuti sono protetti dal diritto d'autore statunitense.
Al 2019, sono coperte più di 32 aree tematiche che comprendono: politica, economia, psicologia, antropologia, scienze sociali, storia e filosofia, giurisprudenza, lingue antiche e moderne.

## Storia
Fondata nel 1999 a Palo Alto, nel 2011 è stata acquisita dalla ProQuest, che ne ha integrato contenuti e funzionalità con quelli di Ebook Library (EBL). L'abbonamento a Ebrary può essere sottoscritto separatamente da quello a EBL.

Alla fine del 2009, ebrary contava 2.700 abbonati, costituiti principalmente da biblioteche universitarie e pubbliche, nelle quali gli utenti potevano consultare, riprodurre e stampare documenti dalle postazioni informatiche interne dei locali, o connettendosi col proprio portatile.

## Funzionalità
Il sito è utilizzato da biblioteche scolastiche, municipali e universitarie, studenti e ricercatori, istituzioni e società private.
Non compatibile con Google Chrome, Ebrary adotta lo standard bibliografico aperto MARC per i record bibliografici, e aderisce al consorzio di OCLC-Worldcat.

La funzionalità "DASH!" permette ai clienti di distribuire le proprie opere nel formato chiuso e proprietario PDF, unico supportato per i contenuti. Nel 2004, con questa funzionalità ebrary ha acquisito circa 20.000 titoli delle seguenti case editrici: Ashgate, Edinburgh University Press, Harvard University Press, Peter Lang, MIT、e Oxford University Press. I titoli sono stati caricati dalle biblioteche che hanno reso disponibile la propria collezione di libri digitalizzati, convertendoli in formato pdf.
Il sito ebrary permette di creare link permanenti ai libri digitali e a intervalli di singole pagine. Dal proprio account, gli utenti possono evidenziare parti di testo e salvare note nei file, secondo la funzionalità presente in Acrobat Reader.
Per alcuni titoli a catalogo sono previste limitazioni di utilizzo, come il fatto che un'opera possa essere letta al massimo da un'utenza per volta in una singola biblioteca abbonata, escludendo la possibilità di accessi multipli simultanei.
Col passaggio all'editore ProQuest, il catalogo è stato reso disponibile anche off-campus, fuori dai locali d'ateneo, connettendosi tramite proxy, o da rete mobile con l'app per tablet, iPhone e iPad.

## Opinioni
La disponibilità di testi qualificati, rari o costosi è stata valutata positivamente da alcuni atenei non provvisti di risorse economiche e locali idonei ad ospitare una biblioteca ampia ed aggiornata, di cui ebrary e le biblioteche digitali sono viste come un'estensione e un servizio complementare (Università di Staffordshire nel Regno Unito, Università di Hacettepe in Turchia).